# Indivisible (videojuego)
Indivisible es un videojuego perteneciente al género de Videojuego de rol de acción, desarrollado independientemente por la empresa Lab Zero Games y publicado por 505 Games. Fue lanzado en octubre de 2019.

## Jugabilidad
Indivisible contará con mecánicas de exploración y combate estilo Metroidvania inspiradas en Valkyrie Profile.

## Argumento
El juego sigue la historia de Ajna, una chica que se embarca en un viaje global para descubrir la verdad detrás de sus misteriosos poderes. Durante su búsqueda, se unen a ella una variedad de héroes únicos, con los que ira adquiriendo nuevas habilidades para atravesar nuevos entornos, y vencer a los enemigos que se encuentren en el camino.

## Desarrollo
Indivisible fue anunciado por Lab Zero Games durante su panel de Skullgirls en la Anime Expo el 2 de julio de 2015. Según el desarrollador, el juego incluirá una historia influenciada por la mitología del sudeste asiático y otras culturas. También contará con animación en 2D dibujada a mano por artistas de Lab Zero Games junto con Studio Yotta. El compositor Hiroki Kikuta, conocido por su trabajo en Secret of Mana, se unió para crear la banda sonora del videojuego.
Lab Zero Games lanzó una campaña de micromecenazgo en la Indiegogo, el 5 de octubre de 2015, con un objetivo de recaudación de $1,500,000. Un prototipo jugable del videojuego fue liberado con un lanzamiento conjunto. Si Lab Zero Games cumplía o excedía su objetivo, los juegos de 505 Games contribuirían con su presupuesto de desarrollo restante. El período de contribución inicial de 40 días de la campaña se enfrentó a una recaudación de fondos relativamente lenta, ganando aproximadamente solo $764,000 hasta el 8 de noviembre de 2015. Sin embargo, el 13 de noviembre de 2015, la campaña se amplió por 20 días adicionales después de que el juego recibió aproximadamente $963,000 en promesas, por encima del umbral de 60% requerido por la Indiegogo. Luego de la prorogación, el objetivo finalmente se alcanzó el 2 de diciembre de 2015.

## Recepción
El juego recibió en general críticas positivas.